# Originalabzug
Der Begriff Originalabzug oder englisch Vintage Print bezeichnet in der Fotografie einen Abzug, der unmittelbar nach Entstehung des Negativs vom Fotografen selbst „oder mindestens unter seiner direkten Aufsicht“ hergestellt wurde. Sie sind insofern die „Originale“ der Kunstform Fotografie, als prinzipiell von einem Negativ beliebig viele Abzüge hergestellt werden könnten. Vintage Prints werden in der Regel vom Fotografen signiert und/oder nummeriert.
Auf dem Kunstmarkt versteht man unter Vintage Prints aber auch Drucke, die mit heute nicht mehr gebräuchlichen Druckverfahren, z. B. Edeldruckverfahren, Farblithografie, Cromalin, Kupfer- oder Stahlstich, erzeugt wurden.